# Гарден-Прері (Іллінойс)
Гарден-Прері (англ. Garden Prairie) — селище (англ. village) в США, в окрузі Бун штату Іллінойс. Населення — 300 осіб (2020).

## Географія
Гарден-Прері розташований за координатами 42°15′13″ пн. ш. 88°42′47″ зх. д. / 42.25361° пн. ш. 88.71306° зх. д. (42.253621, -88.712923).  За даними Бюро перепису населення США в 2010 році селище мало площу 2,37 км², з яких 2,35 км² — суходіл та 0,02 км² — водойми. В 2017 році площа становила 1,68 км², з яких 1,66 км² — суходіл та 0,02 км² — водойми.

## Демографія
Згідно з переписом 2010 року, у селищі мешкали 352 особи в 126 домогосподарствах у складі 84 родин. Густота населення становила 149 осіб/км².  Було 141 помешкання (60/км²).
Расовий склад населення:
| - 87,2 % — білих - 1,7 % — вихідців з тихоокеанських островів - 0,6 % — корінних американців - 8,8 % — осіб інших рас |

До двох чи більше рас належало 1,7 %. Частка іспаномовних становила 16,8 % від усіх жителів.
За віковим діапазоном населення розподілялося таким чином: 23,6 % — особи молодші 18 років, 67,3 % — особи у віці 18—64 років, 9,1 % — особи у віці 65 років та старші. Медіана віку мешканця становила 39,4 року. На 100 осіб жіночої статі у селищі припадало 98,9 чоловіків;  на 100 жінок у віці від 18 років та старших — 97,8 чоловіків також старших 18 років.
За межею бідності перебувало 14,6 % осіб, у тому числі 35,7 % дітей у віці до 18 років та 0,0 % осіб у віці 65 років та старших.
Цивільне працевлаштоване населення становило 58 осіб. Основні галузі зайнятості: фінанси, страхування та нерухомість — 22,4 %, інформація — 20,7 %, освіта, охорона здоров'я та соціальна допомога — 20,7 %.